# Tsjechisch korfbalteam
Het Tsjechisch korfbalteam vertegenwoordigt Tsjechië in internationale korfbalwedstrijden.

## Resultaten op de wereldkampioenschappen
| Wereldkampioenschap korfbal |               |             |               |
| Jaar                        | Kampioenschap | Gastheer    | Klassering    |
| 1978                        | 1e WK         | Nederland   | geen deelname |
| 1984                        | 2e WK         | België      | geen deelname |
| 1987                        | 3e WK         | Nederland   | geen deelname |
| 1991                        | 4e WK         | België      | geen deelname |
| 1995                        | 5e WK         | India       | 7e plaats     |
| 1999                        | 6e WK         | Australië   | geen deelname |
| 2003                        | 7e WK         | Nederland   | Brons         |
| 2007                        | 8e WK         | Tsjechië    | Brons         |
| 2011                        | 9e WK         | China       | 8e plaats     |
| 2015                        | 10e WK        | België      | 9e plaats     |
| 2019                        | 11e WK        | Zuid-Afrika | 7e plaats     |
| 2023                        | 12e WK        | Taiwan      | 4e plaats     |

## Resultaten op de Europese kampioenschappen
| Europees kampioenschap korfbal |               |           |            |
| Jaar                           | Kampioenschap | Gastland  | Klassering |
| 1998                           | 1e EK         | Portugal  | 4e plaats  |
| 2002                           | 2e EK         | Catalonië | Zilver     |
| 2006                           | 3e EK         | Hongarije | Brons      |
| 2010                           | 4e EK         | Nederland | Brons      |
| 2014                           | 5e EK         | Portugal  | 5e plaats  |
| 2016                           | 6e EK         | Nederland | 7e plaats  |
| 2018                           | 7e EK         | Nederland | 5e plaats  |
| 2021                           | 8e EK         | België    | 7e plaats  |
| 2024                           | 9e EK         | Spanje    | 5e plaats  |

## Resultaten op de Wereldspelen
| Wereldspelen |                  |                       |               |
| Jaar         | Kampioenschap    | Gastland              | Klassering    |
| 1985         | 2e Wereldspelen  | Londen (Engeland)     | geen deelname |
| 1989         | 3e Wereldspelen  | Karlsruhe (Duitsland) | geen deelname |
| 1993         | 4e Wereldspelen  | Den Haag (Nederland)  | geen deelname |
| 1997         | 5e Wereldspelen  | Lahti (Finland)       | geen deelname |
| 2001         | 6e Wereldspelen  | Akita (Japan)         | geen deelname |
| 2005         | 7e Wereldspelen  | Duisburg (Duitsland)  | 4e plaats     |
| 2009         | 8e Wereldspelen  | Kaohsiung (Taiwan)    | 5e plaats     |
| 2013         | 9e Wereldspelen  | Cali (Colombia)       | 7e plaats     |
| 2017         | 10e Wereldspelen | Wroclaw (Polen)       | geen deelname |
| 2022         | 11e Wereldspelen | Birmingham (USA)      | 8e plaats     |
| 2025         | 12e Wereldspelen | Chengdu (China)       | 4e plaats     |

## Huidige samenstelling
De samenstelling van het Tsjechisch korfbalteam (laatste update: 01-07-2022)
Staf
- Hoofdcoach: Ivo Kracík
- Assistent bondscoach: David Konečný

Dames
- Dominika Drabkova , Brno
- Vendula Jemelíková, Brno
- Nela Kubů, Prostejov
- Klara Nováková, Nachod
- Sara Sahatciu, Brno
- Eliska Zieglerová, Brno

Heren
- Petr Galíček, Prostejov
- Rostislav Kortus, KCC České Budějovice
- Vlastimil Krejčí, KCC České Budějovice
- Petr Pešák, KCC České Budějovice
- Petr Šnajdr, Prostejov
- Jan Toufar, Znojmo
- Akesandr Vyroubal, Prostejov